# Мои университеты (фильм)
«Мои университеты» — советский полнометражный художественный фильм по одноимённой автобиографической трилогии М. Горького. Предыдущие части трилогии:
- Детство Горького (фильм) (1938)
- В людях (фильм) (1939)

## Сюжет
Алеша Пешков приезжает в Казань учиться. Университет для него оказался несбыточной мечтой, пришлось искать работу, жить без пристанища. Думы молодого Пешкова о жизни не менее тяжелы, чем сама жизнь. В минуту отчаяния он решается на самоубийство…
Фильм представляет собой заключительную часть кинотрилогии, снятой по автобиографическим произведениям Максима Горького. На сайте «Русское кино» киновед Евгений Марголит рассматривает всю трилогию в совокупности, но отмечает разницу между первыми двумя её частями и «Моими университетами». Отмечается образ Волги, проходящий через все три картины, многочисленные сцены гадания и волшбы, многолюдные общие планы, создающие гнетущее впечатление в замкнутых и чувство простора и воли на открытых пространствах.
Общую сюжетную линию трилогии Марголит описывает как «движение из замкнутых пространств в „чисто поле“, то выводящее героя к реке, то отбрасывающее на исходные позиции, чтобы в финале всё-таки он вышел к морю, в которое реки впадают».
Основное отличие, по мнению Марголита, заключается в изменении образа главного героя: на смену мальчику с широко распахнутыми глазами и открытым лбом приходит повзрослевший человек, более активно вмешивающийся в окружающую жизнь, и действие «драматизируется». Однако режиссёр, как и в первых двух картинах, решает образ главного героя в лирическом ключе, пригласив на эту роль начинающего исполнителя (Николая Вальберта, единственный раз снявшегося в кино) только по принципу визуального сходства, и это вредит фильму.

## В ролях
- Николай Вальберт — Алексей Пешков
- Владимир Баратов — Андрей Степанович Деренков (нет в титрах)
- Ирина Федотова — Мария Степановна Деренкова (нет в титрах)
- Степан Каюков — Василий Семёнов, хозяин пекарни
- Николай Дорохин — Осип Шатунов
- Николай Плотников — Никифорыч, городовой
- Лев Свердлин — сторож-татарин
- Даниил Сагал — Гурий Плетнёв, студент
- М. Поволоцкий — Николай Евреинов, студент
- Павел Шпрингфельд — Васька Грачик
- Михаил Трояновский — профессор Студентский
- Владимир Марута — Ромась
- Александр Грузинский — Кузин
- Ирина Федотова — Маша
- Валентина Данчева — женщина
- Павел Дождев — Яшка Бубенчик
- К. Зюбко — бородатый булочник
- А. Смолко — Пашка-цыган
- Фёдор Одиноков — Мелов (нет в титрах)
- Иван Матвеев — Уланов

## Съёмочная группа
- Автор сценария: Марк Донской
- Режиссёр: Марк Донской
- Оператор: Пётр Ермолов
- Художник: Иван Степанов
- Композитор: Лев Шварц

## Награды
- Венецианский кинофестиваль, 1948 год — Специальная премия итальянских киножурналистов
- Стокгольмский кинофестиваль, 1949 год — Первая премия
- Эдинбургский кинофестиваль, 1954 год — Премия имени Ричарда Уиннингтона (всей трилогии)